# 4028 Pancratz
4028 Pancratz este un asteroid din centura principală, descoperit pe 18 februarie 1982 de Laurence Taff.